# Въстание от 31 май - 2 юни 1793
Въстанието от 31 май – 2 юни 1793 г. е епизод от Френската революция. Хиляди въоръжени граждани обкръжават Конвента и настояват за разпускането му. Депутатите се съпротивляват, но са заставени да приемат декрет за изваждането на 29 жирондисти от състава си и за арестуването им, както и на двама министри. Политическата власт преминава у монтанярите, както и подкрепящите ги секции на Парижката комуна.